# Rudra no Hihō
Rudra no Hihō (ルドラの秘宝, Rudora no Hihō) est un jeu vidéo de rôle de Squaresoft sorti en 1996 au Japon sur Super Famicom.

## Histoire
Tout commence il y a très longtemps, lorsque les dieux créèrent la Terre et y installèrent la vie. Ils créèrent 4 races : les Danans, garants de la connaissance; les Sirènes, qui commandaient aux océans; les Reptiles, qui furent de grands espoirs mais qui restèrent trop hautains; et enfin les Géants, dont le corps pouvait résister à tous les chocs. Mais ces races n'avaient pas les faveurs des dieux et disparurent avec le temps, pour laisser place à l'Homme.
Ceci est la légende. En réalité, tous les 4000 ans une race disparaissait afin de laisser sa place à la suivante. Ce changement était réalisé par un Rudra, une créature envoyée par les dieux pour faire disparaitre la race dominante ; une fois sa tâche accomplie, le Rudra se figeait pour toujours.
À présent, ce sont les hommes qui gouvernent le monde, polluant la terre, les mers, et plongeant le monde dans une obscurité sans fin. Les 4000 ans sont passés, et le prochain Rudra se rapproche inexorablement de la planète. Quatre héros vont alors se réveiller et empêcher la destruction de la race humaine, qui aura lieu dans 15 jours.

## Groupes de personnages
Rudra no Hihō se distingue des autres RPG de son temps par sa trame scénaristique à quatre narrateurs. Comme dans Live A Live, le joueur choisit le héros qu'il veut contrôler, chacun possédant sa propre histoire. Une fois les trois premiers scénarios terminés, le quatrième est disponible et raconte ce qui se passe à la fin des 15 jours, lorsque les 4 héros sont réunis.

### Groupe 1: Sion
- Sion : Sion est un guerrier du château de Cryunne, qui combat contre la mystérieuse secte de Rudra, qui offre des enfants en sacrifice. Justement, un sectaire récemment capturé vient de s'échapper, et Sion part à sa poursuite. Le sectaire, un géant nommé Surt, rêve de ressusciter Abilijer, le Rudra des Géants. Pour cela, il prend la Jade encastrée dans la statue du dieu. Sion engage un combat avec lui, mais il est rapidement mis au tapis. La Jade quitte alors Surt et vient s'encastrer dans l'œil de Sion, le faisant ainsi devenir l'un des 4 héros destinés à sauver l'humanité.

Sion porte la Life Jade.
- Foxy : Jeune soldate du manoir d'Eremia, qui a participé à la capture de Surt.
- Ture : Géant amnésique, enchaîné dans une salle secrète au cœur de la Tour des Géants.
- Ramyleth : Etrange Danan, possesseur d'un énorme dirigeable, qui sera volé par Dune.

### Groupe 2: Surlent
- Surlent : Surlent est un jeune étudiant qui travaille avec le docteur Muench. Ce dernier travaille sur la Pierre Lago des Reptiles, qui contient le Rudra des Reptiles. Surlent est notamment chargé de protéger des voleurs les reliques trouvées à côté de la Pierre ; Dune le voleur va lui compliquer la tâche. Un jour, alors que Surlent travaille chez le Docteur, ce dernier est attaqué par un monstre, qui se révèle être le Rudra des Reptiles (ce dernier ayant, pour une mystérieuse raison, été ressuscité). Le Rudra tue le Docteur, puis Surlent lui-même. Mais alors que celui-ci meurt, la Jade du Rudra se transfère dans le corps de l'étudiant. Avec cela, Surlent va pouvoir revenir dans le monde des vivants, mais avec un autre corps.

Surlent porte la Rebirth Jade.
- Legin : Jeune homme qui aide Surlent dans son travail. Il manie les pistolets avec dextérité.
- Sork : Étrange personnage qui siège avec Solon, le maitre de Surlent, au sommet de la Montagne de Feu.
- Lolo : Jeune garçon amnésique, capturé par la Secte de Rudra.

### Groupe 3: Riza
- Riza : Riza est une jeune femme qui habite dans le village de Karn avec son grand-père. Riza porte la Holy Jade, elle est donc considérée comme l'Élue qui va sauver le monde de la pollution. Justement, sa Jade brille, et Riza sent qu'il est l'heure de commencer son périple. Mais pour le mener à bien, elle va devoir éclaircir le mystère de sa naissance et de ses origines.

Riza porte la Holy Jade
- Garlyle : Garlyle est le chef de la résistance de Babel, qui lutte contre le maire. Ce dernier pollue l'atmosphère mondiale et vend de l'air purifié mécaniquement dans ses usines.
- Pipin : Pipin est un jeune reptile qui se prétend Prince des Reptiles. Capturé par une plante carnivore, il ne doit son salut qu'à l'intervention de Riza et son groupe.
- Marina : Jeune sirène rencontrée dans l'Outre-monde.

### Groupe 4: Dune
- Dune : Jeune voleur, il hérite du Death Jade lors de sa rencontre avec Sion. Durant le jeu, il vole le Saint-Graal, le Saint-Habit, et l'Arche Danan. Le joueur le contrôle à la fin des 15 jours, où il participe à l'aventure finale des 4 porteurs de Jade sur la Lune pour sauver l'humanité de Mitra, la déesse créatrice des Rudras.

Dune porte la Death Jade.

## Système de magie
Une des mécaniques majeures de Rudra no Hihō sont les kotodama. En effet, chaque sort correspond à un mot que le joueur peut écrire dans un menu particulier pour pouvoir les utiliser en combat. Chaque protagoniste connaît quelques kotodama au début de son périple mais le joueur peut en écrire de nouveaux en recopiant ceux utilisés par des ennemis ou ceux marqués au fond de certains coffres.
Il est aussi possible d'inventer ses propres sorts, sachant que ces derniers répondent à une certaine logique : certaines syllabes correspondent à un élément, une puissance ou une fonction. Ainsi, le kotodama AQU désigne un sort d'eau ciblant un ennemi. Si l'on rajoute le suffixe LUS, qui désigne la fonction "tout", le kotodama AQULUS désigne alors un sort d'eau ciblant tous les ennemis. Ce système marche pour tous les éléments ainsi que les magies d'état et de soin.
Il existe 8 éléments, dont 6 étant en opposition l'un l'autre :
- Le feu (火, ka) et l'eau (水, sui)
- La foudre (雷, kaminari) et le vent (風, fū)
- La lumière (陽, yō) et l'ombre (陰, on)
- La terre (地面, jimen)
- Le néant (無, mu)

Ainsi, porter un équipement affilié à un élément permet de mieux résister aux dégâts infligés par cet élément tout en devenant plus vulnérable à l'élément opposé. Porter deux pièces d'équipement affiliés à des éléments opposés annule l'effet protecteur de ces dernières.

## Accueil
La réédition sur Wii du jeu a reçu la note de 31/40 dans Famitsu.